# Championnats d'Asie de karaté juniors 2000
Navigation
Championnats d'Asie de karaté juniors 1998 Championnats d'Asie de karaté juniors 2002
Les championnats d'Asie de karaté juniors 2000 ont eu lieu à Macao, en République populaire de Chine, en août 2000. Il s'agissait de la cinquième édition des championnats d'Asie de karaté juniors.